# Bardana depressa
Bardana depressa är en insektsart som beskrevs av Delong 1980. Bardana depressa ingår i släktet Bardana och familjen dvärgstritar. Inga underarter finns listade i Catalogue of Life.